# Neusörnewitz
Neusörnewitz ist ein Ortsteil von Coswig im Landkreis Meißen, Sachsen. 

## Geographie
Neusörnewitz befindet sich im nordwestlichen Teil des Elbtalkessels im Nordwesten des Coswiger Stadtgebiets, am Südrand der Nassau. Der Ortsteil Neusörnewitz dehnt sich hierbei über den nordöstlichen Teil der Gemarkung Sörnewitz – das eigentliche Neusörnewitz – und den Norden der Gemarkung Brockwitz aus, der ursprünglich Neubrockwitz hieß. Dabei grenzt Neusörnewitz im Westen an den Ortsteil Sörnewitz, im Süden an den Ortsteil Brockwitz und im Osten an einen Teil der Kernstadt Coswig. Nordöstlich benachbart liegt Weinböhla, nördlich Meißen. Geprägt wird der Ortsteil durch ausgedehnte Industrieflächen und Gewerbegebiete in Abwechslung mit Wohnsiedlungen. Mit dem Haltepunkt Neusörnewitz besitzt der Ortsteil einen Anschluss an das Dresdner S-Bahn-Netz. Am Kahlhügelweg liegt der Sörnewitzer Sportplatz, Heimstätte des SV Motor Sörnewitz.

## Geschichte
Neusörnewitz entstand im 19. Jahrhundert im Zuge der Industrialisierung auf der Flur des Dorfes Sörnewitz. Entlang der Bahnstrecke Borsdorf–Coswig siedelten sich Industriebetriebe an, darunter 1897 eine große Steingutfabrik. Sie hatte auf einer Betriebsfläche von mehr als 12 Hektar zeitweilig 5000 Beschäftigte, aus ihr ging der VEB Baustoffwerke Sörnewitz hervor. Noch heute erinnern die Steingutstraße und die Töpferstraße an diese Fabrik. Ein weiterer großer Betrieb war der VEB Elektrowärme Sörnewitz (EWS, vormals Siemens-Elektrowärme-Gesellschaft) im Bereich Köhlerstraße/Kahlhügelweg sowie ein Glaswerk. Die Betriebe besaßen frühzeitig eigene Gleisanschlüsse. Am 1. Juli 1950 wurde Neusörnewitz als Teil der Gemeinde Sörnewitz nach Coswig umgegliedert. Nach der Wende wurden die Großbetriebe zum Teil abgewickelt und die Betriebsflächen in Gewerbegebiete umgewandelt.